# A comme Alone
A comme Alone est un roman français de science-fiction post-apocalyptique de Thomas Geha, édité en 2005 par Black Coat Press.

## Résumé
Deux ou trois générations après la catastrophe, causée par des nadrones (robots nanotechnologiques) "ménagers", nous suivons un Alone (personnage solitaire) sur les routes de France, à la recherche de son amie Grise, qu'il croyait morte depuis des années.
Ce roman est un hommage à une trilogie post-apocalyptique de Gilles Thomas, composée de L'Autoroute Sauvage, La Mort en Billes et L'Île Brûlée. Un deuxième et dernier volet, Alone contre Alone, est sorti en librairie en 2008.
Une intégrale des deux tomes, révisés par l'auteur, est parue en février 2014 aux éditions Critic.